# Parco naturale regionale Isola di Sant'Andrea e litorale di Punta Pizzo
Il parco naturale regionale Isola di Sant'Andrea e litorale di Punta Pizzo è un'area naturale protetta del litorale ionico salentino sita nel comune di Gallipoli (Lecce).

## Storia
Il parco è stato istituito con la legge n° 20 del 10/07/2006 e comprende l'Isola di Sant'Andrea e il tratto di litoranea sud di Gallipoli fra le località "Li Foggi", "Punta della Suina" e "Torre del Pizzo".
Si è provveduto a costituire l'Autorità di gestione del Parco naturale rappresentata dall'avvocato Fabio Vincenti.
In ambito provinciale, poi, per ciò che concerne il coordinamento per la promozione delle aree protette, è stato affidato l'incarico di referente del P.N.R. Isola di S.Andrea e Litorale di Punta Pizzo al dott. Stefano Casto.

## Territorio
Il tratto costiero di "Punta della Suina", immerso in un mare cristallino e in una vasta pineta, è uno dei principali polmoni verdi del Salento. Punta della Suina è una esclusiva località turistica sul mare del golfo di Gallipoli posto su un lieve promontorio roccioso che degrada verso il mare. Vi si accede, dopo aver parcheggiato auto/moto (zona protetta), attraversando un breve tratto di macchia mediterranea. Nel punto centrale esiste un patio in legno (sede di stabilimento balneare) con caratteristico affaccio sul mare. Questo è stato location di alcune scene dei film "Mine vaganti" e "Allacciate le cinture" e di un episodio del"Giudice Mastrangelo". Di fronte alla Punta della Suina c'è un grande scoglio piatto dove è possibile piantare l'ombrellone e prendere il sole. Il fondale è principalmente sabbioso mentre la costa è frastagliata in un'alternanza di scogli e sabbia.

## Flora
Particolarmente varia la flora e la fauna del luogo. Si segnalano tra gli arbusti di macchia mediterranea il mirto, l'alaterno, la fillirea, la ginestra spinosa, il lentisco, mentre tra la vegetazione erbacea ricca è la presenza delle orchidee spontanee.  
Sono presenti inoltre due leguminose arbustive come la spina pollice l'' 'Anthyllis hermanniae' con la sottospecie japygica (Brullo & Gusso) e l'Anagiride (Anagyris foetida).
Il 19 marzo 2020 sulla rivista internazionale di botanica e scienza  della vegetazione PHYTOTAXA viene pubblicato a cura dei ricercatori salentini Roberto Gennaio e Quintino Manni lo studio riguardo al rinvenimento di una nuova specie a cui viene dato il nome di Centaurea akroteriensis (Gennaio & Q.G.Manni 2020), il fiordaliso di Punta Pizzo, una nuova specie botanica endemica del luogo!

## Fauna
Sull'Isola di Sant'Andrea nidifica la rara specie del Gabbiano corso.